# Burgstall Haunswies
Der Burgstall Haunswies ist eine abgegangene Spornburg auf einer bewaldeten Anhöhe südöstlich des Affinger Ortsteils Haunswies im Schwäbischen Landkreis Aichach-Friedberg. Das kleine Bodendenkmal dürfte auf einen hochmittelalterlichen Herren- oder Ministerialensitz zurückgehen.

## Geschichte

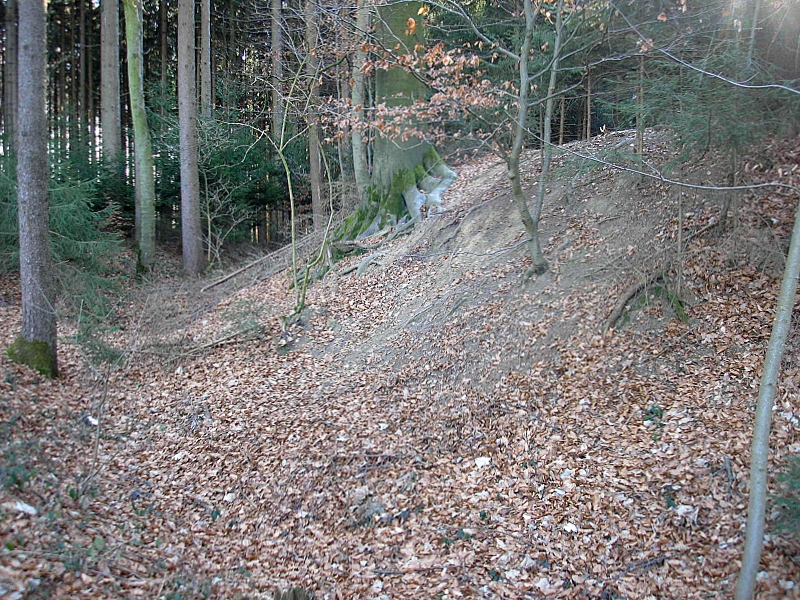
Gegenblick nach Süden

Um 1100 erscheint der Edelfreie Altŏm (Alto) de Huneswis in einer Urkunde. Als weitere Angehörige dieser Familie sind zwischen 1133 und 1167 ein Hartwig und sein Sohn Ratgis nachweisbar. Der relativ seltene Vorname Altŏm könnte auf eine verwandtschaftliche Beziehung zu den edelfreien Herren von Affing hindeuten (Alto de Affingin, Anfang 12. Jahrhundert).
Franz Weber ordnete den Burgstall 1896 einem Dienstmannengeschlecht der Pfalzgrafen von Bayern (Wittelsbacher) zu. Möglicherweise haben sich die ehemals edelfreien Herren von Haunswies im 12. Jahrhundert der Gefolgschaft der Wittelsbacher angeschlossen und sich den Schutz der mächtigeren Dynasten gesichert.
In der spärlichen Literatur finden sich keine weiteren Angaben zur Geschichte des Burgplatzes, der wohl bereits im Hochmittelalter verlassen wurde.

## Beschreibung
Der Burgstall liegt etwa 25 Meter über dem Tal (ca. 500 m über NN) auf einem, nach Westen gerichteten Sporn am Hang des „Seissenberges“. Ungewöhnlich ist die einteilige Anlage der kleinen Veste. Der Burgplatz wird nur durch einen – noch ungefähr 0,5 bis einen Meter tiefen – bogenförmigen Graben vom Bergrücken getrennt. Das ovale, das Gelände um etwa drei bis vier Meter überragende Burgplateau umfasst nur etwa 25 × 25 Meter Grundfläche. Im Westen fällt der Hang steil ins Tal ab. Östlich der Burg steigt das Gelände nochmals etwa 15 Meter an.
Im Südwesten des Plateaus deutet eine Grube auf eine Turmstelle, die wohl das Tor schützten sollte. Von Osten mündet hier der Burgweg in den Halsgraben, an dessen Südseite eine weitere Grube vielleicht eine zusätzliche Torsicherung markiert. Einige weitere Bodenvertiefungen im Burgbereich sind auf neuzeitliche Raubgrabungen zurückzuführen. Die Burgsage von einem vergrabenen Schatz, der in der Nacht in Begleitung einer Jungfrau gehoben werde könne, zwang die Bodendenkmalpflege letztmals im Jahr 2000 zu Schutzmaßnahmen.
Im Gelände sind keine Erdwerke oder Geländemerkmale einer Vorburg feststellbar. Das früh- oder gar vormittelalterliche Erscheinungsbild des Denkmales entspricht eher einem nur leicht befestigten Ansitz oder einer kleinen Fliehburg. Typologisch könnte man die Burgstelle als frühen Turmhügel einordnen. Die hochmittelalterlichen Burganlagen der Umgebung zeigen deutlich eindrucksvollere Erdwerke und Grabentiefen (siehe: Burgstall Mühlhausen, Burgstall Miedering).
Die erhöhte Lage der kleinen Burg über dem Ort spricht für eine edelfreie Herkunft der Herren von Haunswies. Die zahlreichen Dienstmannengeschlechter des frühen Hochmittelalters saßen in der Regel auf befestigten Höfen oder kleinen Turmhügeln im Tal oder in den Dörfern.
Das Bayerische Landesamt für Denkmalpflege verzeichnet das Bodendenkmal als mittelalterlichen Turmhügel unter der Denkmalnummer D-7-7532-0023.